# 30×173mm弾

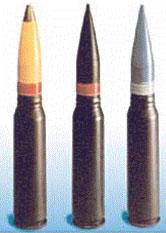
GAU-8/A用30×173mm弾

30×173mmは30mm口径弾の規格の一つであり、北大西洋条約機構（NATO）ではSTANAG 4624として標準化している。30×170mm弾をもとに薬莢をわずかに延長したものである。

## 30×170mm弾
30×170mm弾は、元来、イスパノ・スイザ社フランス支社（HSF）のHS.411のために開発された弾薬であり、当時フランス軍が用いていたオチキス社の25 mm機関砲弾（25×163mm弾）をベースにして、全長を延長するとともにネック径を拡張したものであった。ナチス・ドイツのフランス侵攻とともにHSF社での作業は中止されたが、その成果はイスパノ・スイザ社スイス支社（HSS）およびイギリスでの関連会社であるBMARC社へと持ち出された。BMARC社は1942年までに数門と一定量の弾薬を試作して造兵委員会に提示したものの、この時点では既存の20mm口径および40mm口径の機関砲で需要を満たしているとして、採択されなかった。
一方、HSS社はその後も開発を継続し、1945年からはHS.830として市場に投入し、これとともに弾薬も製品化された。また1957年に登場したHS.831L用の弾薬では、新しい炸薬を導入して砲弾重量を420 gから360 gに減らすことで、初速を920メートル毎秒から1,080メートル毎秒に向上させ、また弾道もより低伸するようになったほか、薬莢も黄銅製から鋼製に変更された。その後、1971年にイスパノ・スイザ社の銃砲事業がエリコン社によって買収されると、HS.831はKCBと改称されてラインナップに加えられ、弾薬の製造も引き継がれた。
1960年代にイギリスでラーデン砲が開発される際にも、30×170mm弾が採択された。ただし薬莢の素材は鋼製から黄銅製に変更された。これは車載砲という運用法を踏まえて、火薬の燃焼ガスの漏れが少ないことを重視した選択と考えられているが、この結果、雷管を除けばかつて同国のBMARC社が製作したものと非常に近い設計となった。公式に標準化はされなかったものの、ラーデン砲とエリコンKCBの弾薬はおおむね互換性を有していた。

### 弾薬リスト
| 弾薬種類                   | 総重量 | 砲弾重量 | 炸薬量 | 全長      | 薬莢長   | 初速      | 薬室圧力 |
| -------------------------- | ------ | -------- | ------ | --------- | -------- | --------- | -------- |
| HE-I                       | 870 g  | 360 g    | 40g    | 285.25 mm | 170.3 mm | 1,080 m/s | 420 MPa  |
| HE-I-T                     | 870 g  | 360 g    | 25 g   | 285.25 mm | 170.3 mm | 1,080 m/s | 420 MPa  |
| SAPHEI                     | 870 g  | 360 g    | 20 g   | 285.25 mm | 170.3 mm | 1,080 m/s | 420 MPa  |
| TP                         | 870 g  | 360 g    | (なし) | 285.25 mm | 170.3 mm | 1,080 m/s | 420 MPa  |
| TP-T                       | 870 g  | 360 g    | (なし) | 285.25 mm | 170.3 mm | 1,080 m/s | 420 MPa  |
| 出典：Gander 2001, §CANNON |        |          |        |           |          |           |          |

### 火器リスト
- イギリス
  - L21A1 ラーデン砲（英語版）
- スイス
  - イスパノ・スイザHS.830/831→エリコンKCB

## 30×173mm弾
エリコン社は、1950年代から1960年代にかけて、マウザーMG 213を参考にしてリヴォルヴァーカノンの開発に着手した。MG 213において、マウザー社は当初は高初速の20×135mm弾を用いた後、大型の爆撃機に対する威力という観点から初速が半減するかわりに威力が大きな30×85mmB弾へと転換していたという経緯があったが、エリコン社は20mm口径版の高初速と30mm口径版の破壊力を両立させるため、より大型で強力な弾薬を志向した。
当初は薬莢長178 mm、ついで黄銅製で電気雷管と組み合わせた薬莢が開発されたが、砲がKCAとして製品化されるのにあわせて、薬莢の素材は鋼に変更され、長さも173 mmとなった。薬莢形状はボトルネック・リムレス型で、発射薬160 g、弾薬の総重量は890 g、全長290 mmで、砲弾の重量は360 g、初速は1,030 m/sであった。
アメリカ空軍はエリコンKCAをGAU-9/Aとして仮採用し、A-10攻撃機に連装化して搭載することを検討したが、このときにGAU-9/Aの対抗馬としてゼネラル・エレクトリック（GE）社が開発していたGAU-8/Aでも、30×173mm弾が採用されることになり、エアロジェット社が生産を担った。ただし外形は同一だが、薬莢の素材は鋼よりも軽量なアルミニウム合金に、撃発も電気雷管から銃用雷管に、そして砲弾と砲腔との間のガス緊束を担う弾帯 (Driving band) も金属製からプラスチック製に変更された。この結果、エリコン社の弾薬とGAU-8/A用の弾薬の互換性はなくなった。

### 弾薬リスト
| 弾薬種類      | 総重量 | 砲弾重量        | 全長   | 薬莢長 | 初速      |
| ------------- | ------ | --------------- | ------ | ------ | --------- |
| KCA用HE-I     | 890 g  | 360 g           | 290 mm | 173 mm | 1,030 m/s |
| PGU-13/B HE-I | 681 g  | 378 g (56 g HE) | 290 mm | 173 mm | 1,020 m/s |
| MK 30用APDS-T | 560 g  | 225 g           | 258 mm | 173 mm | 1,225 m/s |

### 火器リスト
- アメリカ合衆国
  - GAU-8 アヴェンジャー
  - Mk 44 ブッシュマスター II
- スイス
  - エリコンKCA 30 mm 機関砲
- ドイツ
  - マウザーMK 30 30mm機関砲